# Малоберезовицько-Іванчанський заказник
Малоберезовицько-Іванчанський заказник — загальнозоологічний заказник місцевого значення в Україні. Розташований на території Тернопільського району Тернопільської області, біля сіл Мала Березовиця та Іванчани, Збаразьке лісництво, кв. 4, 6-9, 20, лісові урочища "Мала Березовиця, «Іванчани», «Скалка», прилеглі до лісових урочищ угіддя.
Площа — 2553 га, створений у 1990 році.